# Passalora fulva
Passalora fulva (укр. Пасалора фульва) — вид грибів, що належить до роду Passalora з родини мікосферелові (Mycosphaerellaceae). Назва вперше опублікована 1954 року.

## Опис

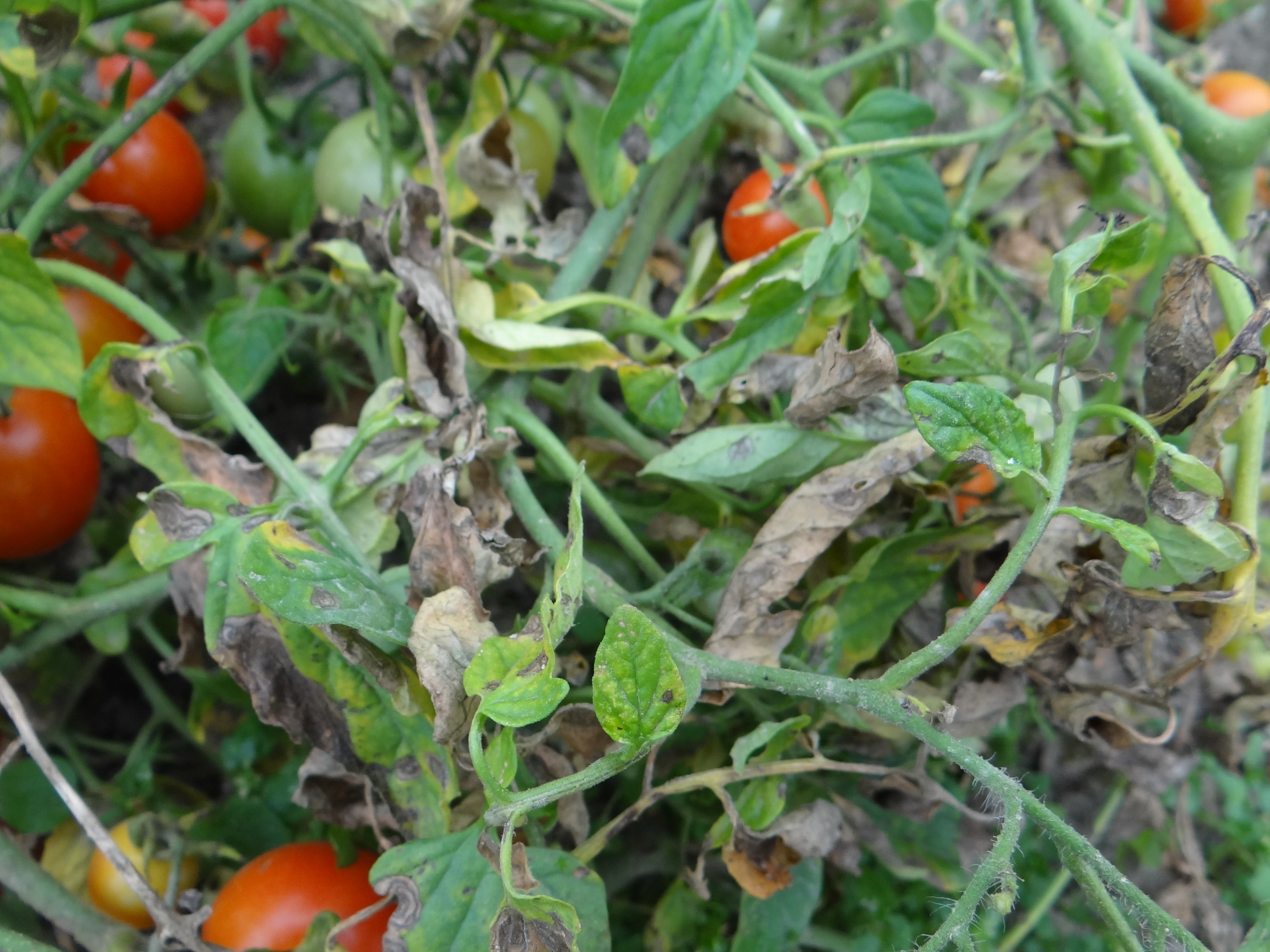
Зів'яле листя томатів, вражених Passalora fulva

Passalora fulva — грибок, для якого наразі не відомо статевої стадії. Однак молекулярні дані підтверджують приналежність цього виду до родини Mycosphaerellaceae, яка містить таксони, що мають телеоморфи Mycosphaerella. Гриб був знайдений на листках Lycopersicon esculentum та вперше описаний Мордехаєм Куком у 1883 році та віднесений до роду Cladosporium (Cladosporium fulvum). У 2003 році вид був поміщений до анаморфного роду Passalora як P. fulva. Його таксономічне положення підтримується його ДНК-філогенезом, а також виразними шрамами на його конідіальній хілі, типовими для пасалори.
Відомий на даний момент єдиний господар P. fulva — помідор (представник роду Lycopersicon). Гриб викликає плісняву листя томатів (листова пліснява або кладоспоріоз). Як правило, листя є єдиною ураженою грибком тканиною, хоча зрідка також вражають також стебла, черешки та плоди. Міцелій гриба темного кольору з простими конідієносцями, на кінцях яких створюються темно-желтого кольору конідії. Конідії гриба можуть успішно заразити господаря, якщо вони осідають на абаксиальній стороні листка, проростають і поступово проникають через відкриті продихи. Для зараження необхідна висока відносна вологість повітря і температура близько 25 °С. Грибок здатен розщеплювати захисний алкалоїд томатін рослин томату. Початковий симптом захворювання виникає найперше через 1 тиждень після початку зараження у вигляді блідозелених або жовтувато-дифузних плям на верхній поверхні листка, які пізніше розростаються, перетворюючись у виразні жовті плями. На осевій стороні листя проявляються найбільш чіткі симптоми: плями білої до оливково-зеленої цвілі. На запущених стадіях розвитку хвороби продихи не функціонують належним чином. Внаслідок рослинне дихання сильно утруднене. Це може призвести до в'янення листя, часткового відмирання та при важких інфекціях, смерті господаря. Джерелом інфекції є конідії, що збереглися на рослинних рештках або на тепличних конструкціях і інвентарі. У вегетаційний період конідії поширюються повітрям з краплями води і, при сприятливих умовах, протягом декількох годин заражають здорові рослини.

## Захист від хвороби
Томати слід вирощувати в умовах оптимального повітряного і водного режимів. При виявленні бурої плямистості — провести обробку одним з наступних фунгіцидів: фундазолом, СП, Браво, КС, Абіга-Пік, ВС та ін. Із закінченням вегетаційного періоду ретельно знищити рослинні залишки, провести знезараження тепличних конструкцій і ґрунту. Використовувати стійкі сорти або гібриди.